# يوجينيو بيريز
يوجينيو بيريز هو سياسي فلبيني، ولد في 13 نوفمبر 1896 في سان كارلوس، الفلبين في الفلبين، وتوفي بنفس المكان في 4 أغسطس 1957. حزبياً، نشط في Nacionalista Party ‏. وقد انتخب عضو مجلس النواب في الفلبين.